# 葉元玉
葉元玉（？—？），字廷璽，福建汀州府清流縣人，民籍，明朝政治人物。

## 生平
福建鄉試第六十五名舉人。成化十七年（1481年）中式辛丑科三甲第六十名進士。擔任潮州府知府。

## 家族
曾祖葉景志；祖父葉有忠；父葉永青，母李氏；繼母賴氏。